# نفس برتر
" نفس برتر " مقاله ای از رالف والدو امرسون است که اولین بار در سال ۱۸۴۱ منتشر شد.

## مقاله
در مقاله با روح انسان به عنوان موضوع اصلی، چندین موضوع دیگر بررسی می‌شود:
1. وجود و ماهیت روح انسانی.
2. رابطه بین روح و نفس شخصی.
3. رابطه یک انسان با روح دیگر.
4. رابطه روح انسان با خدا.

تأثیر ادیان شرقی، از جمله ودانتیسم، و سنت غربی: آثار افلاطون، پلوتارک، و نوافلاطونیانی مانند فلوطین و پروکلوس در مقاله مشهود است.
این مقاله به عنوان یک اثر هنری، چیزی شبیه به شعر عمل می‌کند. فضیلت آن در بینش شخصی نویسنده و شیوه عالی ارائه آنهاست. امرسون مایل است خواننده را به بیداری افکار یا احساسات مشابه تشویق و هدایت کند.
با توجه به چهار موضوع ذکر شده در بالا، این مقاله دیدگاه‌های زیر را ارائه می‌کند:
1. روح انسان جاودانه، و بسیار وسیع و زیبا است.
2. نفس آگاه ما در مقایسه با روح ناچیز و محدود است، علیرغم این واقعیت که ما معمولاً نفس خود را با خود واقعی خود اشتباه می‌گیریم.
3. در سطحی، روح همه مردم به هم متصل است (خرد جمعی)، هرچند نحوه و درجه دقیق این ارتباط مشخص نشده‌است.

## فراز روح
از نظر امرسون، واژه Over-Soul بیانگر وحدت زیربنای عالی است که از دوگانگی یا کثرت فراتر می‌رود، که تا حد زیادی با فلسفه Advaita Vedanta همخوانی دارد.
"Over-Soul" نزدیکترین معادل زبان انگلیسی مفهوم ودایی پاراماتمن است. (در زبان سانسکریت کلمه param به معنای «برترین» و آتمان به معنای «روح» است؛ بنابراین پرم آتما در لغت به معنای «نفس برتر» است. این اصطلاح در بحث متافیزیک شرقی به کرات به کار می‌رود و وارد زبان عامیانه غربی نیز شده‌است. در این زمینه، اصطلاح «فراز روح» به عنوان روح تقسیم ناپذیر جمعی درک می‌شود که همه روح‌ها یا هویت‌های فردی شامل آن می‌شود.